# Ainu Times
El Ainu Times (japonés: アイヌタイムズ) es el único periódico publicado en el idioma ainu de los indígenas del norte de Japón, emplea transcripciones tanto en katakana como en el alfabeto romano. Fue fundado en 1997, y se publica cada tres meses. Su redactor en 2006 era Takashi Hamada (浜田隆史).